# Robert IV Dauphin d'Auvergne
Pour les articles homonymes, voir Robert IV, Robert Ier et Robert Dauphin d'Auvergne (homonymie).
Nommé improprement par les anciens généalogistes Robert IV ou Ier Dauphin ou Dalfi d'Alvernha en ancien occitan est né vers 1155 et mort le 23 mars 1234. Il fut appelé  Dauphin par sa mère Marquise d'Albon, en souvenir de son père Guigues IV comte d'Albon dit Dauphin de la future famille des Dauphins de Viennois. 
Il est le fils de Guillaume VII d'Auvergne comte de Montferrand dit le Jeune ou le Grand et de Marquise d'Albon de Viennois,,.
Il est le second comte de Clermont et de Montferrand (1169-1234). Sous son nom occitan de Dalfin le comte est un des plus importants troubadours de la seconde moitié du XIIe siècle et tient à Montferrand, mais surtout au château de Vodable, une cour littéraire où se rassemblent de nombreux écrivains de langue occitane dont il est le mécène et protecteur. Il est considéré lui-même comme un troubadour.

## Biographie

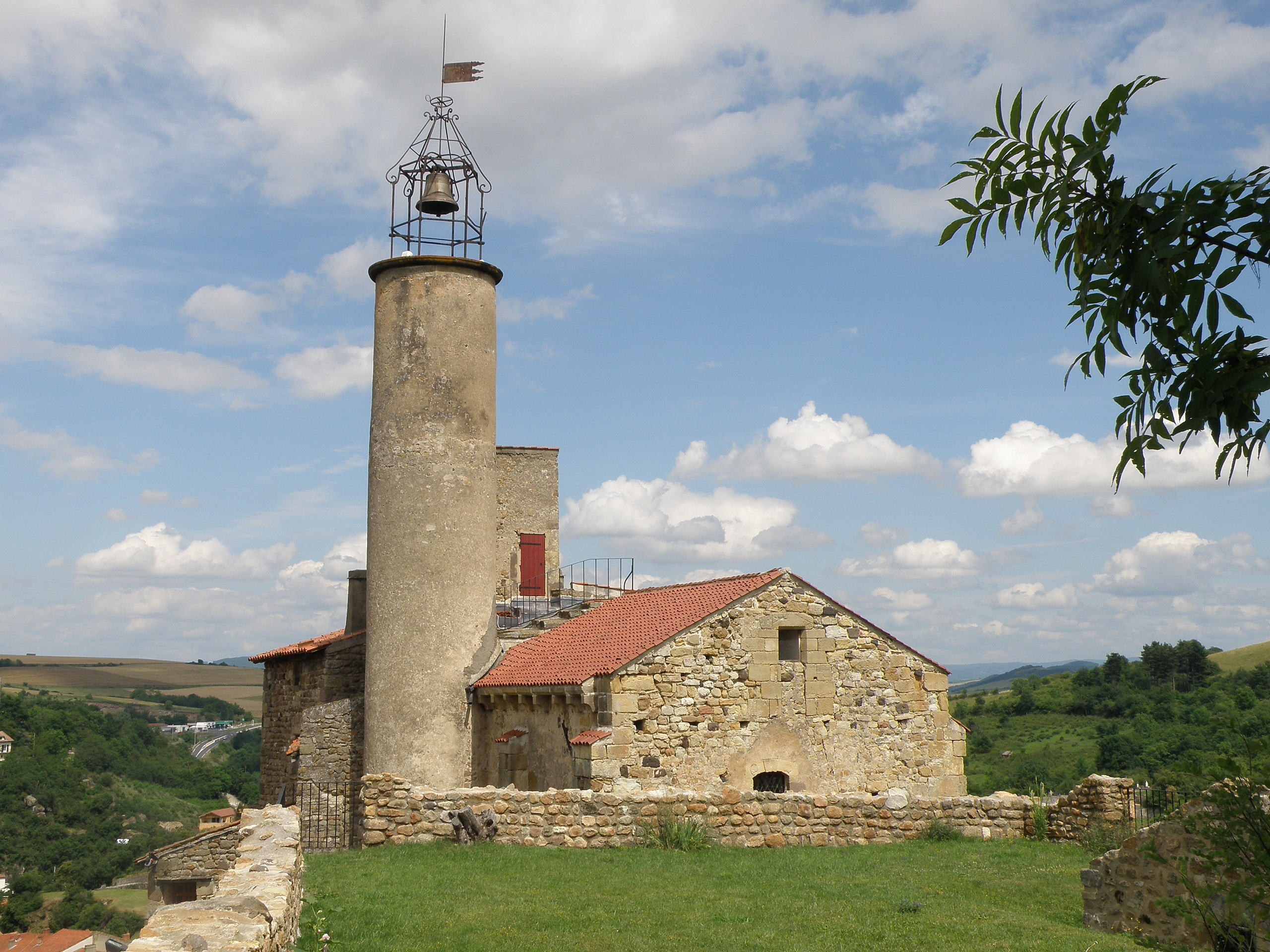
Le Marchidial, vestige de la cour intérieure du château de Champeix, une des possessions de Robert Dauphin.

Il fut comte de Clermont à la mort de son père, vers 1169, eut en apanage la châtellenie d'Herment et les seigneuries d'Issoire, Chamalières, Montrognon, Plauzat, Champeix, Crocq, Aurières, Neschers, Chanonat, Chauriat et Rochefort ainsi que la châtellenie de Vodable, comprenant les fiefs de Solignat, Ronzières, Antoing, Mazerat, Longchamp, Le Broc, Mareughol, Bergonne, Collanges, etc. Ce domaine qui avait comme capitale Vodable, fut dénommé le « Dauphiné d'Auvergne ».
Il abandonna les armes des comtes d'Auvergne pour porter à la place les armes au dauphin comme le faisaient les comtes d'Albon de Viennois. En 1199, son sceau représente un dauphin, avec la mention Sigillum Delphini.
Il fut réputé pour son amour des arts, étant lui-même troubadour à l'occasion, connu en Occitanie sous le nom d'el bons Dalfins d'Alvernha.
De nombreux troubadours ont travaillé pour lui ou chanté à sa cour : Peirol, Perdigon, Peire de Maensac, Gaucelm Faidit, Uc de Saint Circ. Son cousin, Robert, évêque de Clermont, de même que Richard Cœur de Lion, ont échangé des vers érotiques avec lui. 
Ce dernier avait reçu son serment de vasselage, mais malgré ses demandes d’aide, via son cousin Gui, contre les incursions de Philippe, Robert n’avait rien reçu. En effet, Richard avait conclu une trêve avec le roi des Francs avant de partir en croisade, et puis revenu demander l’aide de ses vassaux dès son retour. En 1199 Robert reconnaît finalement la suzeraineté du Capétien et ceci malgré ses réticences préalables :
'...comment souffrez vous qu’on retienne Gisors?  Vous m’accusez de n’être plus brave. Moi, je vous déclare que je le suis encore assez, pour atteindre mes ennemies de pied ferme entre Le Puy et Aubusson, …..Seigneur vaillant et honoré, vous m’avez fait autrefois du bien ; si vous n’aviez pas changé de conduite je vous serois demeuré fidèle.' (sirventès de Robert à Richard). 
Il épousa Guillemette de Comborn, comtesse de Montferrand, morte comtesse Brayère le 2 mai 1199. Elle était la fille d'Archambaud, vicomte de Comborn et de Jourdaine de Périgord. Ils eurent quatre enfants :
- Aélis ;
- Guillaume VIII Dauphin d'Auvergne ;
- Blanche ;
- Alix marié avec Robert de Chalus, seigneur de Chalus et qui acquit le titre de chevalier banneret[7].